# Ernst Jenke

Ernst Jenke

Ernst Jenke (* 27. Februar 1883 in Breslau; † 31. Mai 1950 in Heilsbronn) war ein deutscher Politiker (NSDAP).

## Leben und Wirken
Nach dem Besuch der Volksschule besuchte Jenke vier Jahre lang die Unteroffiziervorschule in Wohlau und die Unteroffizierschule in Ettlingen. Anschließend durchlief er in einer knapp zwanzigjährigen Dienstzeit alle Dienstgrade bis zum Leutnant.
Im Ersten Weltkrieg, aus dem Jenke als Kriegsbeschädigter heimkehrte, wurde er mit dem Eisernen Kreuz 1. Klasse ausgezeichnet. Nach dem Krieg wurde er in den Polizeibüro-, Kommunal- und Postdienst eingearbeitet. 1923 wurde er Oberpostsekretär.
Jenke trat zum 13. Oktober 1927 in die NSDAP ein (Mitgliedsnummer 68.882) und wurde kurz nach seinem Eintritt zum Bezirksleiter befördert. 1928 kandidierte Jenke für den Preußischen Landtag, ohne ein Mandat zu erhalten.
Bei der Wahl vom September 1930 wurde Jenke erstmals in den Reichstag gewählt, dem er bis zum Ende der NS-Herrschaft im Mai 1945 ununterbrochen angehörte. Jenke stimmte für das Ermächtigungsgesetz vom 24. März 1933, das die juristische Grundlage für die Errichtung der NS-Diktatur bildete.
Jenke war ferner Mitglied des Niederschlesischen Provinziallandtages, Landesobmann der niederschlesischen NSDAP sowie Gaufachberater für Kriegsverletztenfragen und der NS-Notwehr (Gefangenen und Verwundetenhilfe). Schließlich war Jenke auch Mitglied der Sturmabteilung (SA), in der er den Rang eines Obersturmbannführers erreichte.